# 梅隆柴洛拱门

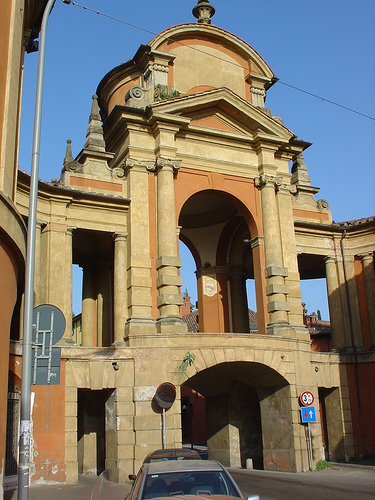
梅隆柴洛拱门

梅隆柴洛拱门（Arco del Meloncello）是意大利城市博洛尼亚的一座18世纪洛可可建筑，它是从博洛尼亚圣伯多禄主教座堂到山坡上的圣路加的圣母朝圣地的漫长的圣路加拱廊（Portico di San Luca）的一部分，位于博洛尼亚旧城墙的萨拉戈萨门之外。
梅隆柴洛拱门解决了两条路在一个地点成直角相交时，要保持朝圣者不间断地步行通过道路（萨拉戈萨街）上方的问题。建筑师卡罗·弗朗西斯科·Dotti在1714年的一场竞赛中赢得任命，于1721年至1732年，在弗朗西斯科·加利·Bibiena的帮助下，建设了这座如同舞台布景的建筑。在20世纪初，由Tito·Azzolino监督，将拱门升高几米，以便让火车从下方通过。